# Derny
Derny est le nom de marque d'un ancien constructeur français de motos légères qui s'appelait Léon Derny. L'entreprise Léon Derny et Fils a été créée à Vichy en 1930 et fermée en 1958.
À cette époque, la société avait tenté de se relancer, en se présentant sur d'autres marchés que son créneau principal des motos d'entraîneurs cyclistes en produisant une élégante moto légère semi-carénée nommée « le Taon » (allusion humoristique à la Vespa italienne qui signifie « guêpe » en français) dont le dessin étonnamment moderne était dû au designer Roger Tallon, devenu célèbre par la suite, notamment pour ses études sur le TGV.
Le succès ne sera pas au rendez-vous. Les années 1960 verront la petite auto d'occasion éliminer la moto du marché, jusqu'aux années 1970 et à la déferlante des motos japonaises, dans un contexte d'embouteillages urbains, mais le Taon derny, par sa rareté et son « look » original, deviendra une pièce de collection assez recherchée.

## Derny, le pilote
Derny remporte en 1902 la première course de côte du mont Ventoux sur bicylindre Clément-Gladiator, ainsi que la course de côte de Laffrey (en Isère), sur autocyclette Clément, le 20 juillet de la même année. En 1903, il s'impose pour les motocycles lors des 500 mètres de Deauville (toujours sur Clément).
Sous le pseudonyme de « Durtal », il remporte le Grand Prix automobile de Belgique 1913.

## Vélos motorisés

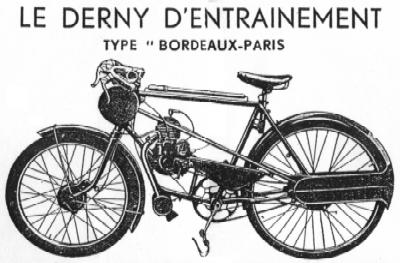
Publicité Derny vers 1938.

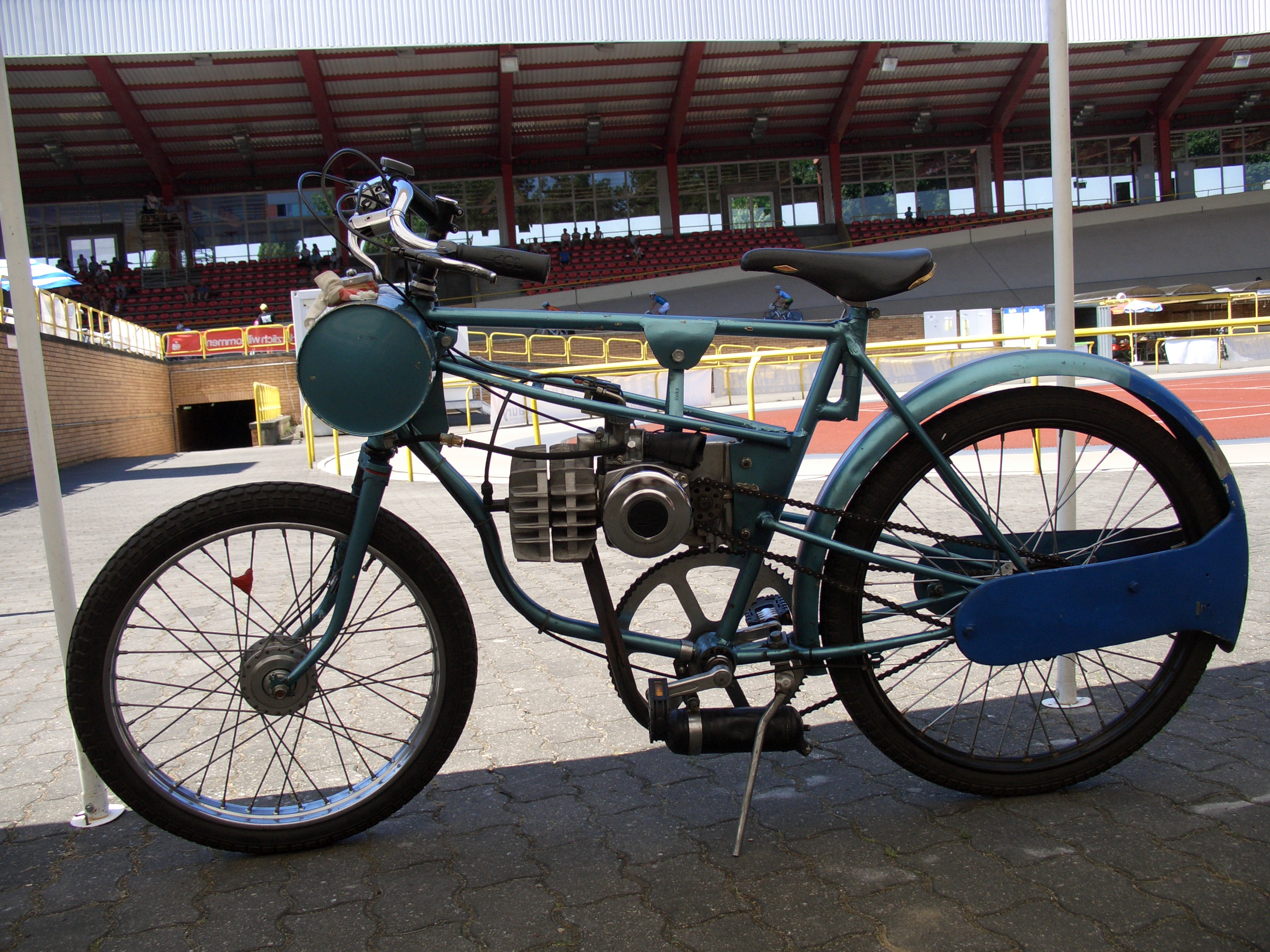
Un derny.

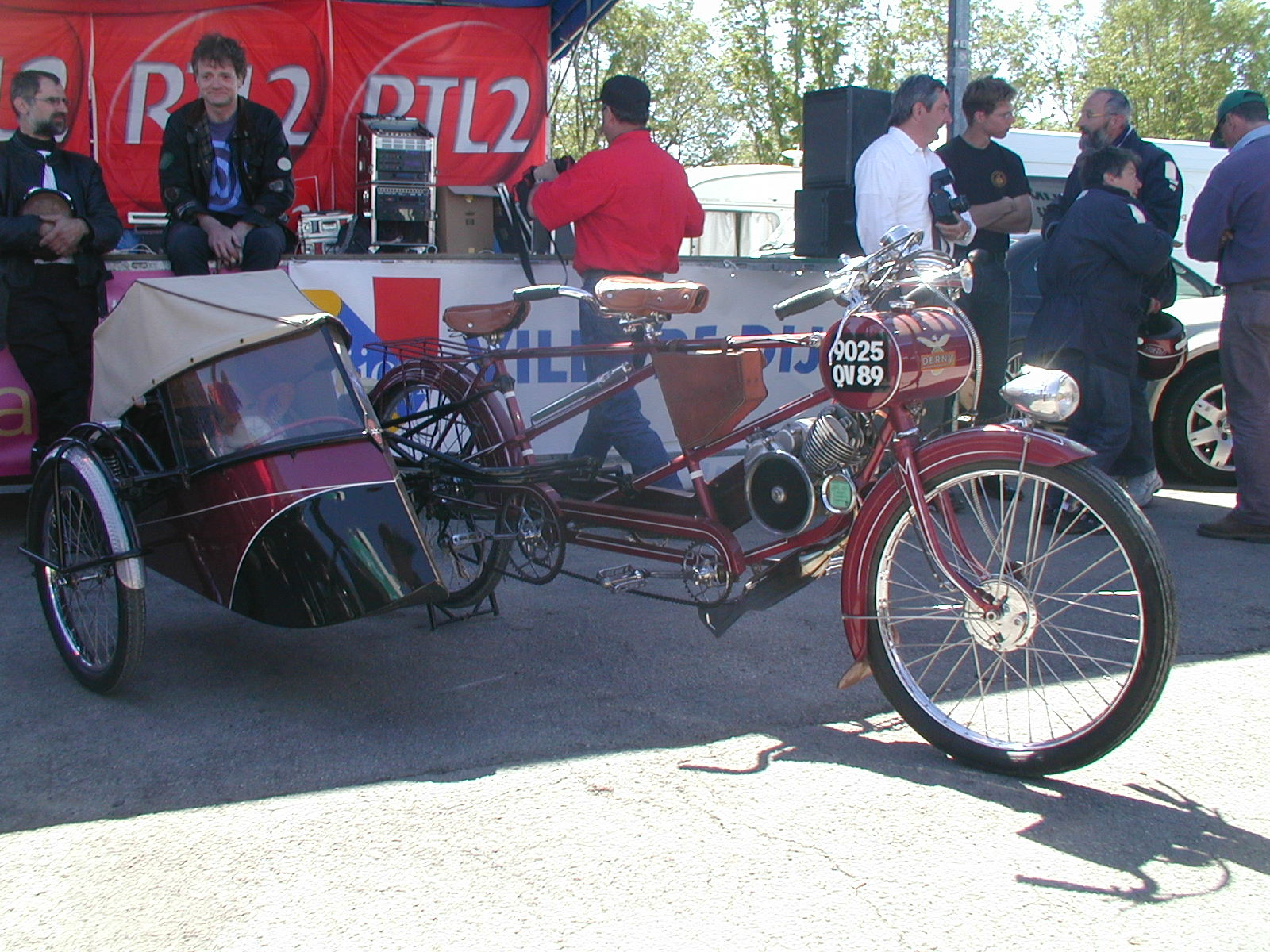
Le curieux cyclotandem motorisé avec side-car pour enfant.

Ce constructeur s'était spécialisé dans la construction de vélos motorisés qui ont été très utilisés pour l'entraînement des coureurs cyclistes sur la piste pour les compétitions derrière derny (le demi-fond étant derrière moto) et sur la route pour les compétitions derrière entraîneur telles que Bordeaux-Paris (première fois utilisé en 1938) ou le Critérium des As.

## Un nom devenu commun

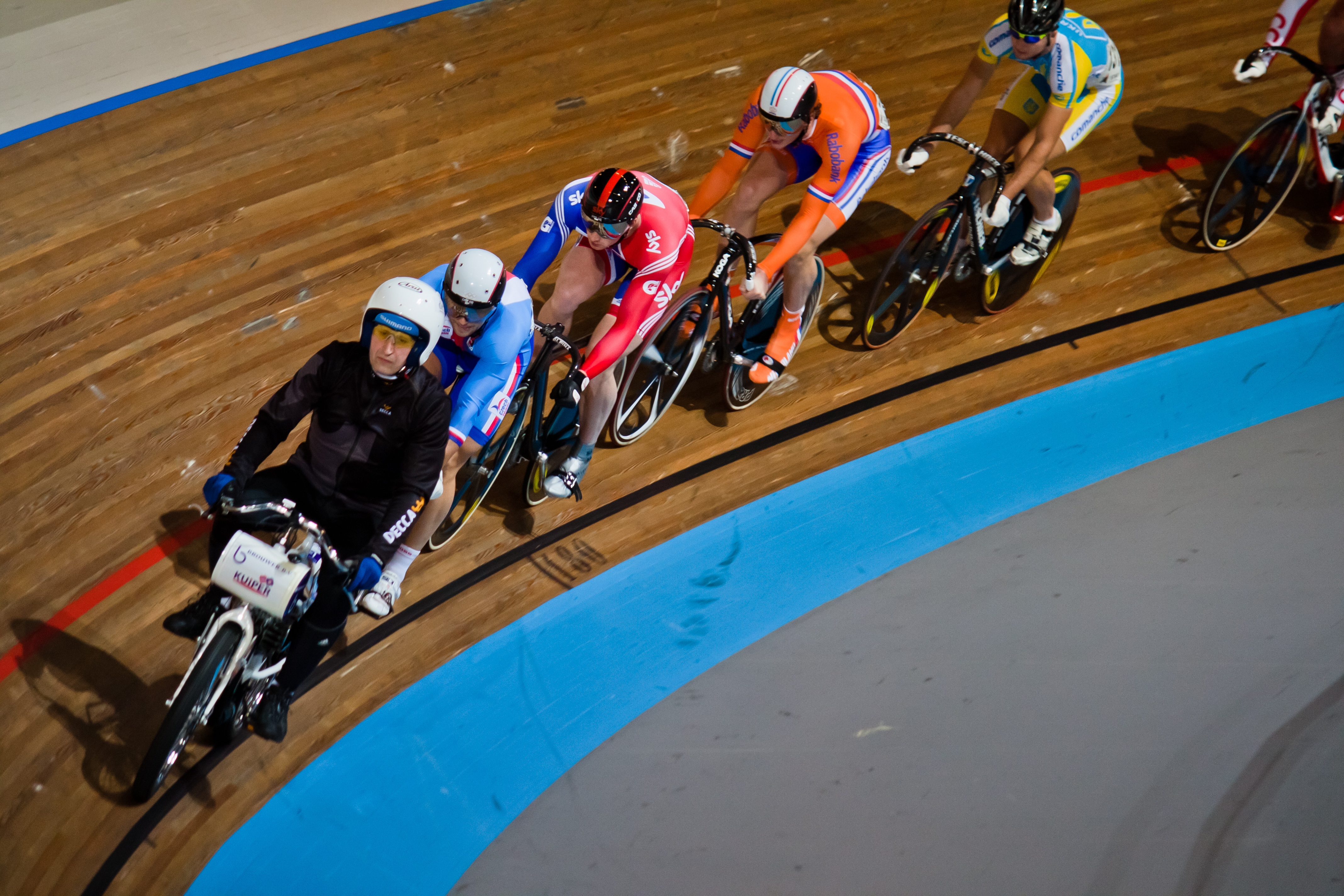
Derny aux championnats d'Europe de cyclisme sur piste 2011 à Apeldoorn, Pays Bas.

Dans le cyclisme, le mot « derny » écrit sans majuscule initiale est devenu un nom commun qui a été conservé après la disparition de la marque. Il continue à désigner la plupart des modes d'entraînement des cyclistes derrière une petite moto d'entraînement ou des courses telles le keirin. On utilise désormais de plus en plus le terme de « burdin », d'après le nom de la marque française (selon son fabricant Alain Burdin) qui a pris la suite de Derny et qui à nouveau de nos jours sont aujourd'hui fabriqués par Arie Simon en Belgique sous le nom de « Derny Simon », conformes aux règlements ce qui n'est pas le cas des burdins. Ce dernier terme n'est du reste pas celui utilisé d'origine pour désigner les motos entraînant les cyclistes sur piste (appelées motos de stayer). Ce mode de compétition existait en effet bien avant la marque Derny. Ces motos utilisaient, aux origines de ce sport, des moteurs énormes, ce qui permit par exemple au Belge Léon Vanderstuyft d'atteindre 107,7 km/h derrière une telle moto en 1924.